# In a Glass House
In a Glass House ist das fünfte Studioalbum der britischen Progressive-Rock-Band Gentle Giant. Es erschien im Jahr 1973 bei Vertigo Records.

## Entstehung und Veröffentlichung
Der dritte Shulman-Bruder, Phil, verließ Gentle Giant nach Octopus, um wieder als Lehrer zu arbeiten. In a Glass House wurde, ohne ihn zu ersetzen, im Juli 1973 in den Londoner Advision Studios aufgenommen. Es sollte ein Konzeptalbum zum Sprichwort „Wer im Glashaus sitzt, sollte nicht mit Steinen werfen“ werden.
Gentle Giants amerikanisches Label Columbia Records wollte das Album in den USA allerdings nicht veröffentlichen, da es sich keinen finanziellen Erfolg davon erwartete. Folglich war das Album dort bis in die 1990er nur als Import erhältlich. Über Terrapin Trucking, Kerry Minnears Alucard Music und Derek Shulmans DRT Entertainment erschienen ab 1992 immer wieder verschiedene CD-Neuauflagen von In a Glass House, teilweise von den Originalbändern remastert oder mit Bonus-Titeln, die aus Live-Aufnahmen bestanden.
Das Albumcover zeigt eine schwarz-weiß-Lithographie der Bandmitglieder auf der Innenhülle. Die schwarze äußere Hülle hat einen fensterartigen Ausschnitt, der mit einer bedruckten Plastikfolie ausgefüllten ist, die ebenfalls stilisierten Bandmitglieder zeigt und zusammen mit dem Motiv der darunterliegenden Innenhülle einen 3D-Effekt ergibt. Bei späteren CD-Wiederveröffentlichung wurde dieser Effekt mit einem bedruckten Deckel des Jewelcase nachgebildet.

## Titelliste

### Seite 1
1. The Runaway – 7:16
2. An Inmate’s Lullaby – 4:40
3. Way of Life – 8:04

### Seite 2
1. Experience – 7:50
2. A Reunion – 2:12
3. In a Glass House – 8:09

### Bonus-Titel
1. The Runaway/Experience (Live am 23. September 1976 in der Philipshalle Düsseldorf) – 10:01
2. In a Glass House (Live am 5. April 1974 in der Münsterlandhalle Münster) – 9:49

Der letzte Track des Albums ist versteckt. Nach dem Song In a Glass House gibt es eine Pause, gefolgt von einer kurzen Rekapitulation der anderen Tracks des Albums. In den LP-Veröffentlichungen ist der Song mit Index benannt, auf den CD-Veröffentlichungen ist er jedoch nicht gekennzeichnet.

## Stil
Gentle Giant führen auch als Quintett ihren charakteristischen Stil mit krummen Takten, Tempowechseln, Perkussionseffekten, reichhaltiger Instrumentierung, mehrstimmigem Gesang und Kontrapunkten weiter. Neu sind auf In a Glass House mehr Gewichtung auf Rockmusik sowie einige Anleihen an Jazz und Mittelalter- oder Renaissancemusik.

## Rezeption
In a Glass House gilt als Klassiker der Band und des Progressive Rock. Das Musikmagazin eclipsed wählte es auf den elften Platz seiner Liste der 150 wichtigsten Prog-Alben. Udo Gerhards von den Babyblauen Seiten lobt das Album als „[m]itreissend und intelligent“ und sieht Gentle Giant hier „auf dem Höhepunkt ihrer Schaffenskraft“.